# Washington Square Park
Washington Square Park és un parc de la ciutat de New York, situat al sud de l'illa de Manhattan. És a prop de la Universitat de Nova York al barri de Greenwich Village, el que li val de ser sovintejat per una població una mica marginal, intel·lectual i no conformista. Als anys 1980, s'hi trobaven igualment molts revenedors de droga.
Washington Square ha estat realitzat el 1826, a l'emplaçament d'un antic cementiri.
El parc és equipat amb taules de joc d'escacs, on es poden veure els jugadors enfrontar-se davant un gran públic. Washington Square és un dels llocs més populars del sud de Manhattan, la gent hi vagareja i s'hi troba. El parc té de fet poca verdor, a banda d'arbres i parterres de flors, és gairebé completament pavimentat però posseeix algunes estàtues i monuments:

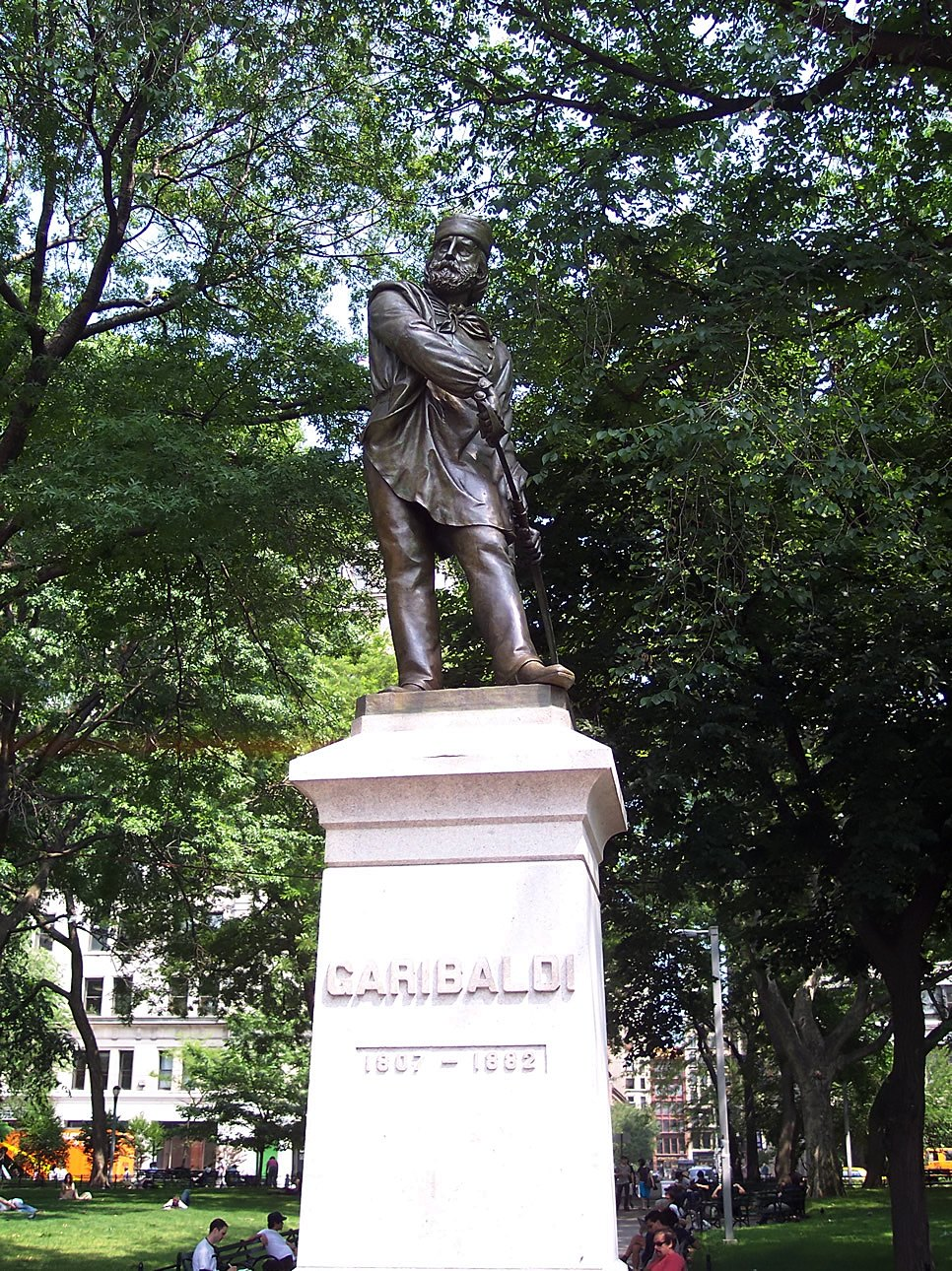
L'estàtua de Garibaldi.

- l'arc de triomf dedicat a George Washington, veritable símbol del parc ha estat transformat el 1895, a partir dels dibuixos de Stanford White, per celebrar el centè aniversari de la inauguració de New York per George Washington. Originalment, era fet de fusta i de cartró. Els treballs per reconstruir-lo en betó i marbre s'han estès de 1890 a 1895. S'hi van afegir escultures suplementàries entre 1916 i 1918. Avui, els estudiants de la universitat de Nova York desfilen sota l'arc, durant la cerimònia d'entrega de diplomes. L'arc ha estat objecte d'una renovació entre 2002 i 2004, amb un pressupost de 2,7 milions de dòlars.[1]
- una font envoltada de basses.
- una estàtua de Giuseppe Garibaldi realitzada per Giovanni Turini, oferta pels italians de New York el 1888.